# John Bob Kelly
John Bob Kelly, född 6 juni 1946 i Fort William, Ontario, är en kanadensisk före detta professionell ishockeyspelare (forward).